# São Roque (kommunhuvudort)
São Roque är en kommunhuvudort i Brasilien.   Den ligger i kommunen São Roque och delstaten São Paulo, i den sydöstra delen av landet, 900 km söder om huvudstaden Brasília. São Roque ligger 773 meter över havet och antalet invånare är 50 540.
Terrängen runt São Roque är kuperad åt nordost, men åt sydväst är den platt. São Roque ligger nere i en dal. Runt São Roque är det ganska tätbefolkat, med 149 invånare per kvadratkilometer.. São Roque är det största samhället i trakten.
I omgivningarna runt São Roque växer huvudsakligen savannskog.